# Frances Reed Elliott

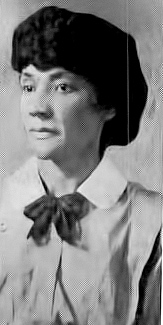
Frances Reed Elliott, Zeitungsausschnitt 1918

Frances Reed Elliott, auch Frances Elliott Davis (* 28. April 1882 nahe Shelby, North Carolina; † 2. Mai 1965 in Mount Clemens, Michigan), war die erste afroamerikanische Krankenschwester, die Mitglied des amerikanischen Roten Kreuzes wurde. Sie wurde am 2. Juli 1918 in den American Red Cross Nursing Service (dt. Schwesternschaft des amerikanischen Roten Kreuzes) aufgenommen. Elliott war Pflegelehrerin und Organisatorin in verschiedenen Einrichtungen. Sie kämpfte für die Gleichberechtigung afroamerikanischer Schwestern im Ersten Weltkrieg. Mit der von ihr organisierten ersten Pflegeschule für Schwarze in Michigan ermöglichte sie dort ansässigen afroamerikanischen Frauen den Zugang zur Pflegebildung. Sie arbeitete in der öffentlichen Gesundheitspflege und engagierte sich für Arme und Arbeiter während der Wirtschaftskrise in den Vereinigten Staaten.

## Familiärer Hintergrund
Elliott wurde am 28. April 1882 etwa 15 Kilometer entfernt von Shelby in North Carolina geboren. Ihre Mutter Emma entstammte der Familie Elliott, einer sehr respektierten und angesehenen weißen Familie; ihr Großvater Edward Donoho Elliott war Nachfahre der ersten Siedler in North Carolina und ein methodistischer Prediger. Frances Elliotts Vater Darryl (Nachname unbekannt), Sohn einer ehemaligen afroamerikanischen Sklavin der Familie Elliott und eines Cherokee, war ein Sharecropper (dt. Pächter). Wann die Affäre zwischen der weißen Pflanzertochter und dem afroamerikanischen Cherokee begann, ist nicht ganz klar, möglicherweise wuchsen sie gemeinsam auf der Plantage der Familie Hinton’s Creek auf.
Die damaligen Gesetze des Bundesstaates verboten sowohl die Ehe als auch das Zusammenleben von Schwarzen und Weißen. Als die Schwangerschaft von Elliotts Mutter bekannt wurde, floh ihr Vater Darryl aus berechtigter Angst, gelyncht zu werden, und verließ North Carolina. Ihre Mutter verließ den Staat ebenfalls und ließ sich in Tennessee nieder. Emma Elliott starb, als ihre Tochter fünf Jahre alt war. In ihrem Testament hinterließ sie ihrer Tochter ihren Anteil am Grundbesitz der Familie. Von der weitläufigen Familie weigerten sich alle, das schwarze Kind aufzunehmen, somit kam Frances Elliott unter staatliche Obhut.

## Kindheit und Jugend
Elliott lebte bis zu ihrem 17. Lebensjahr in fünf verschiedenen Pflegefamilien. Ihre Schulbesuche und Ausbildung waren bestenfalls sporadisch, aber dank ihrer afroamerikanischen Pflegefamilie Dorsett bemühte Elliott sich, ihre Lese- und Schreibfähigkeiten zu verbessern, um eines Tages Krankenschwester werden zu können. Die Familie Dorsett organisierte schließlich eine Pflegestelle bei dem Prediger Withrow in Raleigh (North Carolina), um ihr den Zugang zu besseren Schulen zu ermöglichen. Withrow war aber überwiegend am Geld interessiert, das Elliott ihm dank ihres Grundbesitzes einbrachte. Er nahm sie von der Schule, damit sie zusätzlich noch arbeiten gehen konnte.
Als Elliott bei der weißen Familie Reed als Kindermädchen arbeitete, nahm diese sich ihrer an. Sie schickten Elliott auf ein Internat in Knoxville (Tennessee), damit sie der Familie Withrow entfliehen konnte, und versorgten sie acht Jahre lang mit Schulgeld, Kleidung und allem, was sie brauchte. Aus Dankbarkeit nahm Elliott den Namen Reed an. Nach ihrem Schulabschluss am historischen afroamerikanischen Knoxville College plädierte die Familie Reed für eine Ausbildung als Lehrerin, aber Elliott wollte ihren Wunsch, als Krankenschwester zu arbeiten, durchsetzen. Sie arbeitete zunächst als Lehrerin in Henderson (North Carolina), um selbst genug Geld für die Pflegeschule zu verdienen. Elliott verließ den Süden im Jahr 1910 und zog nach Washington, D.C.

## Ausbildung und frühe Karriere

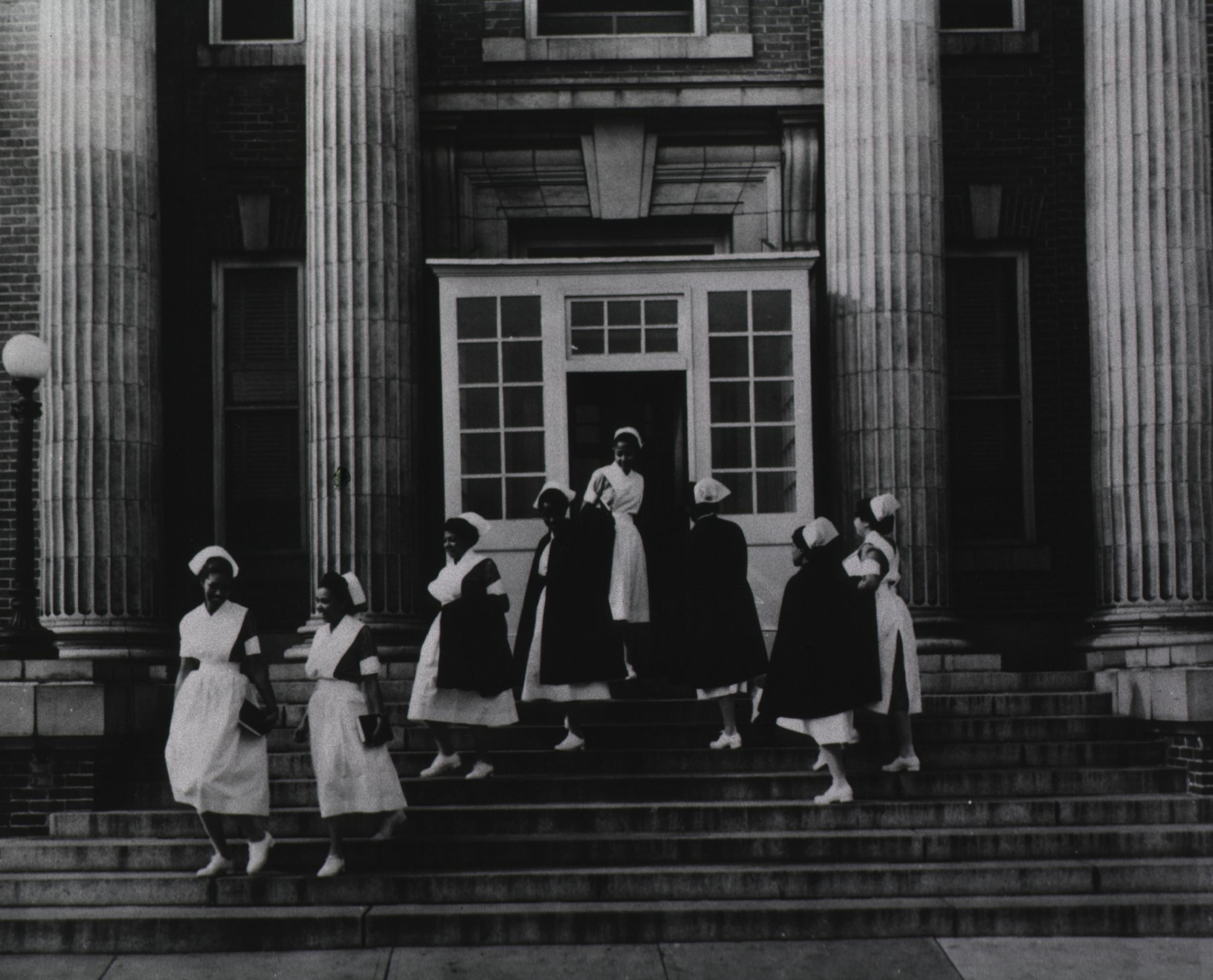
Krankenschwestern am Freedmen’s Hospital

Elliott begann ihre Ausbildung als Krankenschwester 1910 an der Freedmen’s Hospital Training School for Nurses, einer Pflegeschule, die afroamerikanische Schwestern ausbildete. Damals gab es zwei unterschiedliche Abschlussprüfungen, die nach Hautfarbe getrennt abgehalten wurden. Die Prüfungen für weiße Schwestern galten als die anspruchsvolleren und hatten ein höheres Renommee. Elliott forderte erfolgreich, dass sie das Examen für weiße Schwestern ablegen durfte, und wurde so die erste schwarze Krankenschwester, die diesen Abschluss im District of Columbia erreichte.
Nach ihrem Examen übernahm Elliott einige Arbeitsstellen als private Krankenschwester und wechselte dann ans afroamerikanische Provident Hospital nach Baltimore, Maryland, als Oberschwester. Neben ihrer Arbeit dort besuchte sie weitere zusätzliche Kurse an der Columbia University. Elliott hatte den Wunsch sich zu engagieren und begann sich für die Arbeit des Amerikanischen Roten Kreuzes (ARK) zu interessieren. Dort jedoch galt noch die Politik der Rassendiskriminierung und -trennung, so dass ihr Bemühen um eine Aufnahme zunächst scheiterte.
Zu dieser Zeit waren viele diskriminierende Praktiken gegenüber schwarzen Menschen im Gesundheitswesen üblich. So wurden afroamerikanische Schwestern und Patienten nur mit Vornamen angesprochen, während man von ihnen erwartete, die weißen Schwestern und anderes Personal mit Nurse Nachname, Miss oder Misses anzusprechen. Außerdem wurde es den schwarzen Schwestern schwer gemacht, den Berufsverbänden und dem Roten Kreuz beizutreten, in dem als Voraussetzung für den Beitritt eine Ausbildung in einem Krankenhaus mit über 50 Betten gefordert wurde. Den meisten Schwestern, die beinahe alle im Freedman’s Hospital, einem kleinen segregierten Krankenhaus, ihre Ausbildung durchliefen, machte diese Bedingung eine Aufnahme beinahe unmöglich.

## Amerikanisches Rotes Kreuz
Obwohl Elliott beim ARK zuerst aufgrund ihrer Hautfarbe abgelehnt wurde, blieb sie beharrlich. Aufgrund ihres hohen akademischen Ausbildungsgrads konnte am Ende kein Grund gefunden werden, Elliott abzulehnen. Im Sommer 1916 wurde sie schließlich in das Pflegeprogramm für ländliche Gemeinden (engl. rural nursing program) aufgenommen und zur Weiterbildung an die Columbia University geschickt. Ein Jahr später erhielt sie in Jackson (Tennessee) einen ersten Arbeitsauftrag für das ARK, in welches sie am 2. Juli 1918 offiziell aufgenommen wurde. Damit war sie die erste afroamerikanische Krankenschwester des ARK Nursing Service.  Bis zum Ende des Krieges wurden etwa 90 farbige Krankenschwestern im Roten Kreuz Mitglied.
Während des Ersten Weltkrieges meldete sich Elliott freiwillig beim U.S. Army Nurse Corps. Ihre weißen Kolleginnen beim ARK erhielten alle automatisch ihre Rot-Kreuz-Abzeichen, die ihnen erlaubten ins Corps zu wechseln. Elliotts Abzeichen war mit "1A" gekennzeichnet und wies sie als erste afroamerikanische Schwester aus. Ihr wurde der Wechsel untersagt. Elliott gab sich nicht geschlagen und trug durch die pflegerische Versorgung von Soldaten und deren Familien in Chattanooga (Tennessee) zu den Kriegsanstrengungen bei. Sie durfte niemals an Einsätzen in Übersee teilnehmen. Das System der Kennzeichnung schwarzer Krankenschwestern blieb bis 1949 üblich. Die Zulassungspolitik des Nurse Corps wurde 1941 geändert und Della H. Raney als erste schwarze Krankenschwester im Corps angenommen.

## Spanische Grippe
Elliott kehrte in ihre Station nach Jackson zurück, als im September 1918 die Spanische Grippe in den Vereinigten Staaten ausbrach. Die Grippe breitete sich schnell aus und betraf Soldaten und Zivilisten gleichermaßen. Millionen Menschen erkrankten, was eine nationale Gesundheitskrise auslöste, worauf das Land nur ungenügend vorbereitet war. Der Erste Weltkrieg ging zu Ende, doch die Krankenschwestern kämpften nun gegen die Grippe.
Als die Grippe Jackson erreichte, suchte Elliott nach Wegen, um ihrer Gemeinde zu helfen. In einer Zeit, als nur wohlhabende Amerikaner ein Auto besaßen und fahren konnten, nahm sie Fahrstunden und begann von Haus zu Haus zu fahren, um den betroffenen Familien, ob schwarz oder weiß, zu helfen. Sie selbst erkrankte im Winter 1918/1919 schwer an der Grippe, von der sie einen Herzfehler zurückbehielt.

## Karriere nach 1920

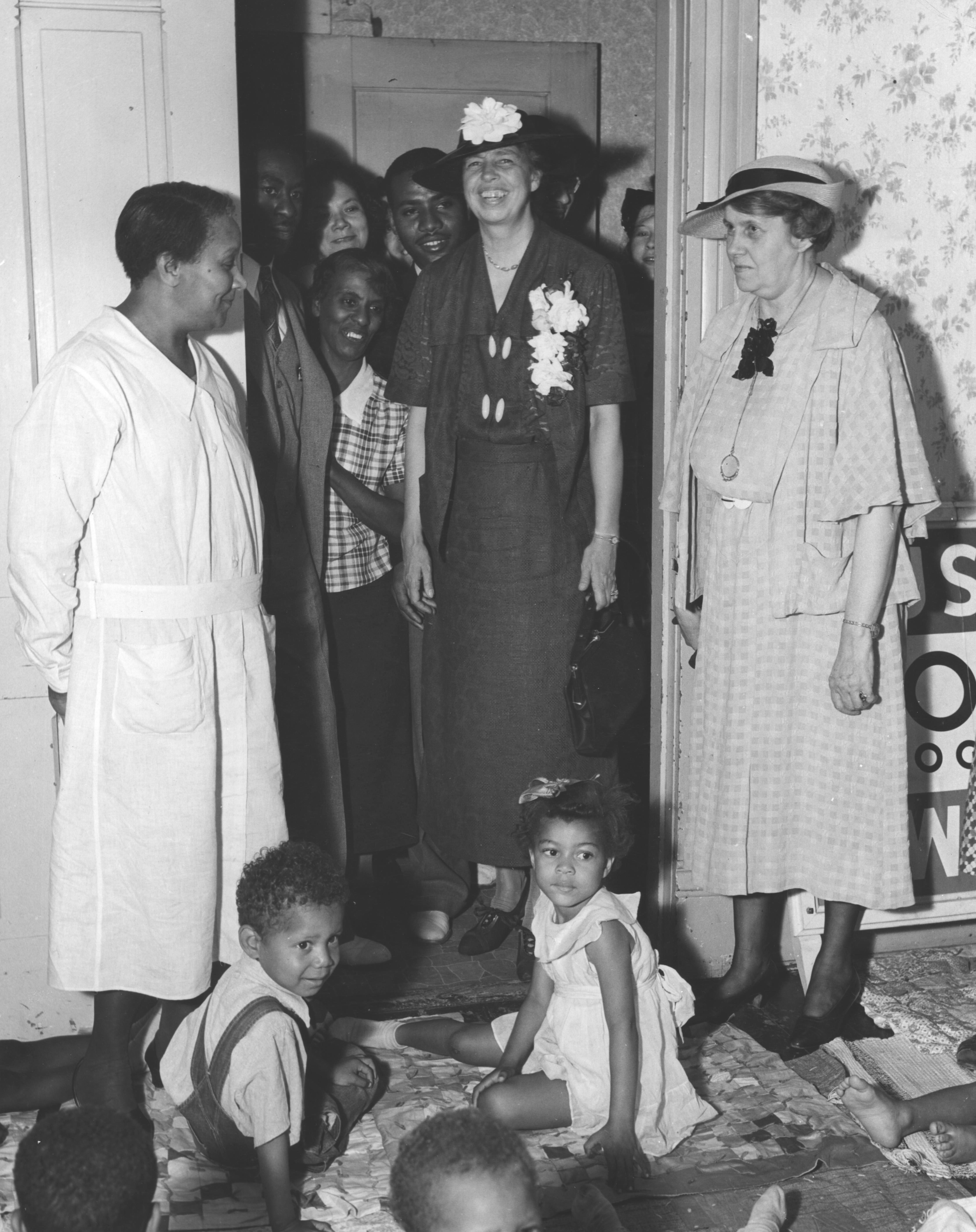
Eleanor Roosevelt, Unterstützerin von Elliott, besucht eine schwarze Pflegeschule (1936)

In den frühen 1920er Jahren übernahm Elliott verschiedene Aufgaben, ehe sie 1927 mit Unterstützung des ARK beim Detroit Public Health Department eingestellt wurde. Dort unternahm sie große Anstrengungen, um die Ärmsten in Detroit zu unterstützen, und zog schließlich mit ihrem Mann William Davis in ein heruntergekommenes Viertel von Detroit, um näher bei den Hilfsbedürftigen zu sein. Sie erhielt 1929 ein Stipendium des Rosenwald Fund für ein Bachelor-Studium am Columbia University Teachers College. Ihr Gesundheitszustand war jedoch zu schlecht, um dieses anzunehmen. Als Direktorin der Pflegeausbildung in Tuskegee (Alabama) und Organisatorin der ersten Pflegeschule für afroamerikanische Schwestern in Michigan am Dunbar Hospital in Detroit leistete sie einen großen Beitrag für das ARK. Elliott leitete pränatale Stationen, Entbindungsstationen und Kinderkrankenhäuser in Detroit und betreute ein Lebensmittelgeschäft in der Ford Motor Company, um die Arbeiter während der Wirtschaftskrise mit Nahrungsmitteln zu versorgen.
In den 1940er richtete Elliott eine Kinderstation an der Carver School ein. Mit der Bitte um Unterstützung wandte sie sich an die damalige First Lady Eleanor Roosevelt und zur großen Überraschung Elliotts beteiligte diese sich persönlich an dem Projekt und half bei der Planung und der Finanzierung der Einrichtung. Danach kehrte Elliott mit 62 Jahren in den Pflegeberuf zurück und arbeitete im nahegelegenen Eloise Hospital in Wayne County als Krankenschwester.

## Karriereende und Tod
Mit 69 Jahren setzte sich Elliott schließlich zur Ruhe. Sie war neben der Mitgliedschaft beim Roten Kreuz auch bei der National Association of Colored Graduate Nurses, der National Organization of Public Health Nursing, der League of Nursing Education und der American Nurses Association Mitglied. Das ARK plante eine Zeremonie, um Elliott für ihre lange Karriere, ihre Verdienste und ihre Ausdauer bei der Überwindung der Rassenschranken zu ehren. Elliott starb neun Tage vor der Veranstaltung am 2. Mai 1965 in Mount Clemens, Michigan, an einem Herzinfarkt. Sie wurde auf dem Rosehill Cemetery in Eaton Rapids, Michigan, beigesetzt.
Im Jahr 2019 wurde Elliott vom ARK im Rahmen des Black History Month geehrt.